# Cylloceria simplicicornis
Cylloceria simplicicornis är en stekelart som först beskrevs av Gabriel Strobl 1901.  Cylloceria simplicicornis ingår i släktet Cylloceria och familjen brokparasitsteklar. Inga underarter finns listade i Catalogue of Life.